# Scaphiella antonio
Espèce
Scaphiella antonio est une espèce d'araignées aranéomorphes de la famille des Oonopidae.

## Distribution
Cette espèce se rencontre au Costa Rica dans la province de Puntarenas et au Panama dans province de Bocas del Toro,.

## Description
Le mâle holotype mesure 1,32 mm et la femelle 1,47 mm.

## Étymologie
Cette espèce est nommée en référence au lieu de sa découverte, le parc national Manuel-Antonio.

## Publication originale
- Platnick & Dupérré, 2010 : The goblin spider genus Scaphiella (Araneae, Oonopidae). Bulletin of the American Museum of Natural History, no 332, p. 1-156 (texte intégral).